# Clallam (piroscafo)
Il Clallam è stato un piroscafo statunitense, impiegato tra il luglio 1903 e il gennaio 1904 nella rotta Tacoma-Victoria tra lo Stato di Washington e la Columbia Britannica. Affondò nel gennaio 1904 a causa del maltempo nello stretto di Juan de Fuca, causando la morte di tutte le donne e i bambini a bordo per l'errata e precipitosa applicazione della pratica di sicurezza allora in voga.

## Costruzione e varo
Il Clallam venne costruito nei cantieri navali di Tacoma tra il 1902 e il 1903, costando 80 000 dollari. Venne così chiamato in onore della contea di Clallam, che avrebbe frequentemente costeggiato durante la rotta per cui era previsto. Aveva 44 cabine, sei grandi scialuppe e poteva raggiungere una velocità di 13 nodi, il che lo rendeva all'avanguardia negli Stati Uniti occidentali.
Il varo della nave, avvenuto il 15 aprile 1903, si rivelò assai sfortunato: la bandiera di bompresso venne per errore issata al contrario (segnale di pericolo secondo il codice marittimo), mentre al momento del varo la nave scivolò così velocemente in acqua che la madrina Hazel Behan non riuscì a colpirla con la tradizionale bottiglia di champagne.

## Naufragio

### Servizio
La nave entrò in servizio il 3 luglio successivo sulla rotta Tacoma-Victoria, con scalo a Seattle e Port Townsend. Il suo capitano era George Roberts, uno dei fondatori della Puget Sound Navigation Company, la società armatrice per cui operava il Clallam, oltre che esperto conoscitore dello stretto di Juan de Fuca, avendovi navigato per trent'anni.
Il servizio del Clallam proseguì regolarmente per sei mesi, senza particolari avvenimenti.

### La tragedia

#### Partenza

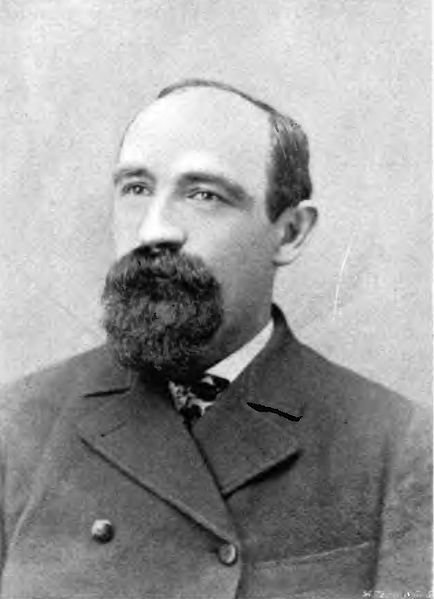
George Roberts, capitano del Clallam

L'8 gennaio 1904 il Clallam partì da Seattle diretto verso nord. La giornata era burrascosa e il vento soffiava forte, con raffiche fino a 60 km/h, ma essendo la nave di nuova fattura si pensava che avrebbe potuto affrontare il maltempo senza problemi. Inoltre, la partenza venne ritardata di alcuni minuti: nella stiva della nave venivano spesso caricate greggi di ovini guidate da una pecora appositamente addestrata. Tuttavia, in quel giorno la pecora si rifiutò di salire sul Clallam e, dopo molti tentativi di portarla a bordo, la nave fu costretta a partire lasciandola indietro.
Il piroscafo partì alle 8:30, arrivando a Port Townsend tre ore più tardi. A mezzogiorno, sfruttando un temporaneo miglioramento meteorologico, il Clallam ripartì alla volta di Victoria, contando di arrivarvi prima che la tempesta potesse di nuovo rafforzarsi: trasportava infatti meno passeggeri del solito (appena 61 su 250 posti disponibili), quindi il capitano Roberts pensava che il minor peso della nave ne avrebbe favorito la velocità.

#### L'emergenza
Appena spintosi a largo nello stretto di Juan de Fuca, il Clallam incontrò venti molto forti che si rivelarono eccessivi per la sua piccola stazza.
Alle 14:00 il capo ingegnere Scott DeLaunay informò il capitano che la nave stava rapidamente imbarcando acqua nella sala macchine, e presto fu chiaro il perché: sulla fiancata c'era un oblò difettoso, che non era stato riparato prima della partenza e che era ormai impossibile richiudere. Vennero subito azionate le pompe e si tentò di ostruire l'oblò con ogni mezzo (anche cuscini e materassi), ma presto la sala macchine venne inondata e divenne impossibile qualsiasi tentativo di stabilizzazione.

#### La strage
Nonostante l'attivazione dei compartimenti stagni, alle 15:00 i motori smisero di funzionare quando l'acqua raggiunse, e spense, le fiamme che alimentavano i motori a vapore. Il capitano Roberts, temendo per l'integrità della nave, ne ordinò l'abbandono con priorità a donne e bambini. La nave si trovava infatti a circa due miglia dall'isola di Discovery, non lontano da Victoria, e pareva che anche con un tempo non ottimale una scialuppa avrebbe potuto raggiungere in poco tempo la costa.
Mezz'ora più tardi si cominciarono a calare in mare le scialuppe, ma con risultati disastrosi: la prima, pure comandata dal capitano fluviale dello Yukon Thomas Lawrence - allora passeggero, ma esperto marinaio - urtò contro la fiancata della nave, capovolgendosi e facendo cadere in mare tutti gli occupanti, subito annegati; anche la terza si capovolse prima di essere calata per un guasto ai tiranti, mentre la seconda, l'unica a toccare l'acqua con successo, affondò a poche centinaia di metri dalla nave travolta da un'onda. Non ci furono superstiti: tutte le 17 donne e i 4 bambini a bordo del Clallam morirono durante i falliti ammaraggi, assieme ad alcuni altri passeggeri e uomini dell'equipaggio, e solo allora Roberts si decise a interrompere l'evacuazione.

#### I soccorsi

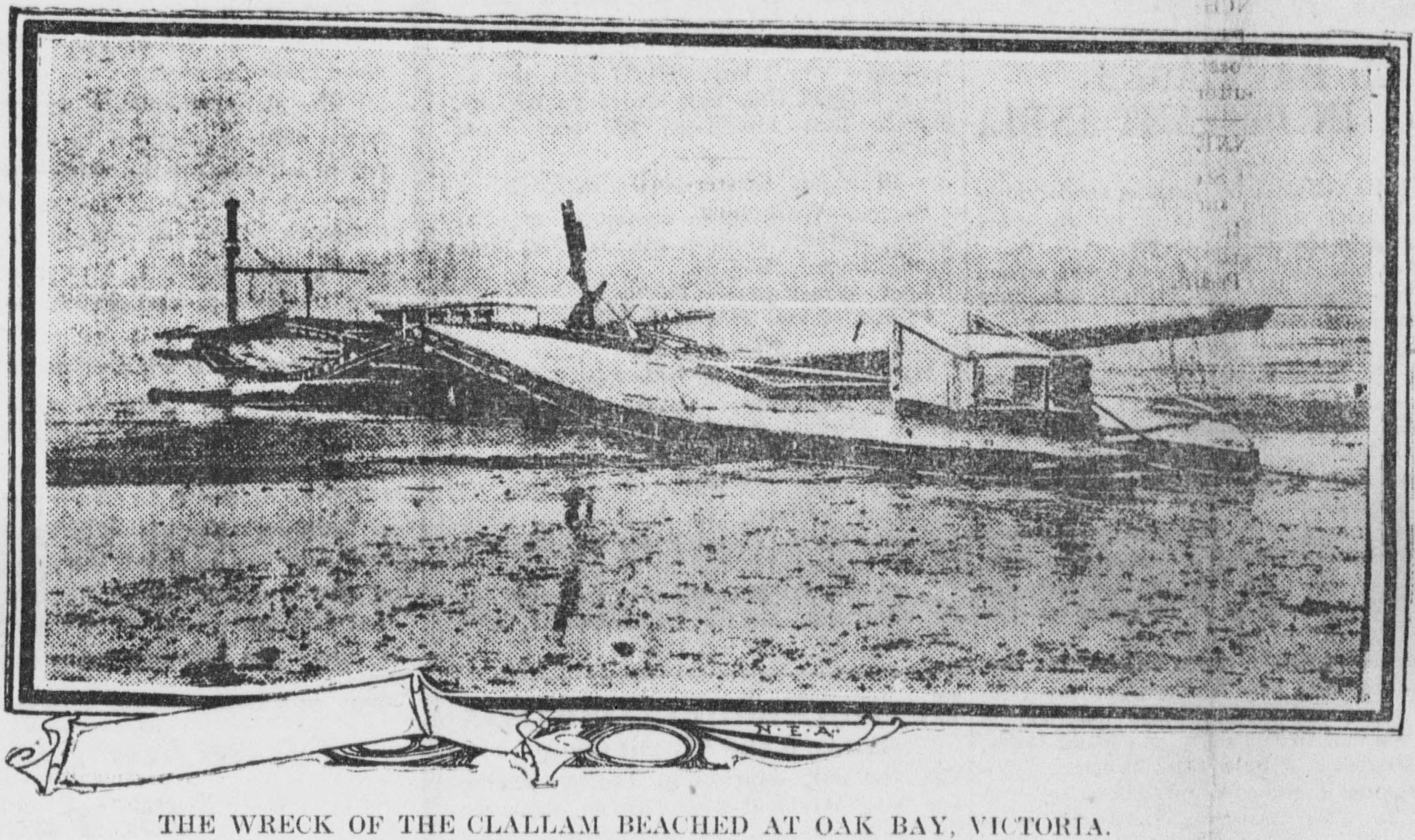
Alcuni resti del Clallam spiaggiati vicino a Victoria (giugno 1904)

In un disperato tentativo di far rimanere il Clallam a galla, l'equipaggio cominciò a gettare in mare l'intero carico, mentre i passeggeri superstiti aggottavano l'acqua della sala macchine. Nel frattempo Edward Blackwood, agente della Puget Sound Navigation Company, visto il ritardo della nave salì sulle colline vicino a Victoria e alle 15:45 avvistò il Clallam, alla deriva e in evidente difficoltà. Diede subito l'allarme, ma i rimorchiatori di Victoria non poterono partire perché inadatti a sostenere la tempesta; da Sidney partì la nave di soccorso Iroquis, che tuttavia si trovò essa stessa in difficoltà per il maltempo e dovette rinunciare a raggiungere il Clallam.
Contemporaneamente la nave venne individuata dal rimorchiatore Richard Holyoke, partito ore prima da Port Townsend, che cercò di trainarla in porto (Roberts infatti non aveva detto ai soccorritori che il Clallam stava affondando). Il movimento in avanti si rivelò invece fatale per la stabilità della nave, che cominciò a imbarcare acqua sempre più velocemente. Infine lo scafo del Clallam, deformato dalla pressione idrica, si spezzò in due all'1:15 del 9 gennaio, affondando in pochi minuti. I 36 superstiti del naufragio vennero raccolti dal Richard Holyoke e da un secondo rimorchiatore, il Sea Lion, giunto durante le fasi finali del disastro.

## Conseguenze
Poiché il naufragio del Clallam era avvenuto sul confine marittimo fra Stati Uniti e Canada, ciascun paese condusse una propria inchiesta, nelle quali figurarono come principali imputati il capitano Roberts, per la cattiva gestione dell'emergenza, e il capo ingegnere DeLaunay, per non aver verificato il corretto funzionamento dell'oblò difettoso. Entrambi, pur non subendo condanne penali, ebbero le proprie licenze di navigazione revocate (Roberts riuscì a riottenere la propria un anno più tardi); le conseguenze (relativamente leggere per i responsabili) furono dovute a diversi difetti riscontrati a posteriori sullo stato del Clallam, fra i quali l'usura delle scialuppe, del timone e l'assenza delle luci di posizione.
Il relitto del Clallam si trova a circa 120 metri di profondità nello stretto di Juan de Fuca, poche miglia a est di Victoria. Delle 56 vittime del naufragio solo 28 corpi vennero recuperati. Il disastro rimase per molti anni nella memoria collettiva, tanto che nel 1918 il capitano del Princess Sophia, rimasto incagliato su un banco di sabbia nella stessa zona di mare, rifiutò di ordinare l'evacuazione della nave temendo che le proprie scialuppe potessero andare incontro allo stesso destino di quelle del Clallam; tale scelta, tuttavia, condusse alla morte di tutte le persone a bordo.